# Hilderaldo Bellini

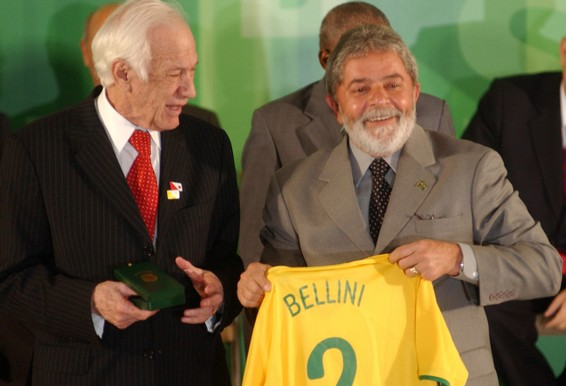
Bellini con Lula da Silva.

Hilderaldo Luiz Bellini (Itapira, São Paulo, 7 de junio de 1930-São Paulo, 20 de marzo de 2014) fue un futbolista brasileño. Fue uno de los mejores defensas centrales de la historia de Brasil y fue parte del equipo de estrellas en la Copa Mundial de Fútbol de 1958.
Jugó en la Esportiva São Joanense de 1949 a 1951, en el Vasco Da Gama de 1952 a 1961 y en el São Pailo de 1962 a 1968. También jugó en el Clube Atlético Paranaense de 1968 a 1969, cuando terminó su carrera. Ganó varios títulos con el Vasco da Gama: el Campeonato Carioca de 1952, 1956 y 1958; además del Torneo Río-São Paulo de 1958.
Se consagró como capitán de la Selección Brasileña la Copa Mundial de Fútbol de 1958, la primera vez en que Brasil la ganó. Su foto levantando la Copa Jules Rimet con las dos manos sobre su cabeza es una de las más relevantes del fútbol brasileño, y se repitió en todos los capitanes al levantar la copa.
Además participó de los torneos mundiales de 1962 en Chile, en el que Brasil volvió a proclamarse campeón, y 1966 en Inglaterra.